# Château de La Celle-Guenand
Le château de La Celle-Guenand, situé en Indre-et-Loire, a été construit dès le XVe siècle. Le château fait l’objet d’une inscription au titre des monuments historiques depuis le 11 juin 1943.

## Histoire
Au cours du Moyen Âge, il existe deux châtellenies : la Celle-Draon et la Celle-Guenand. De cette époque subsiste le souterrains-refuges situé sous l'actuel château. Les deux fiefs sont regroupés à la fin du Moyen Âge par les seigneurs de la Celle-Draon.
Le début de la construction de l'édifice proprement dit date du XVe siècle, avec la tour-porte et le châtelet, qui se poursuit au fur et à mesure des siècles par des bâtiments, des réfections, et des extensions successives.
Les seigneurs de Guenand, alors peut-être Antoine de Guenand, connus dès 1422, dirigent la seigneurie de La Celle-Guenand qui relève de la baronnie de Preuilly et de Sainte-Maure ; ils font bâtir au XVe siècle le château actuellement visible et la chapelle des Genets ; les 2 seigneuries passent à un seul propriétaire, René de Coutance, en 1570 ; les Coutance restent propriétaires jusqu'en 1780 ; la seigneurie passe alors à la famille Cantineau de Commacre puis à Pierre de Gaullier jusqu'en 1789 ; les Gaullier de La Celle font établir un plan terrier en 1842.
XIXe siècle : on se trouve alors face au châtelet et au logis seigneurial construit à flanc de colline. À gauche, se trouvent les communs dont le bâtiment le plus impressionnant date du XVIIIe siècle. Au centre, se dressent le châtelet et un édifice carré flanqué d'échauguettes et de plusieurs tours. À l'instar du château, il a subi beaucoup de modifications successives, principalement au XVIIIe et XIXe siècles. Il est relié au château par une galerie couverte qui délimite la cour des communs. À droite, se trouve le logis seigneurial, bâtiment rectangulaire lui aussi parsemé de tours et petits édifices. 

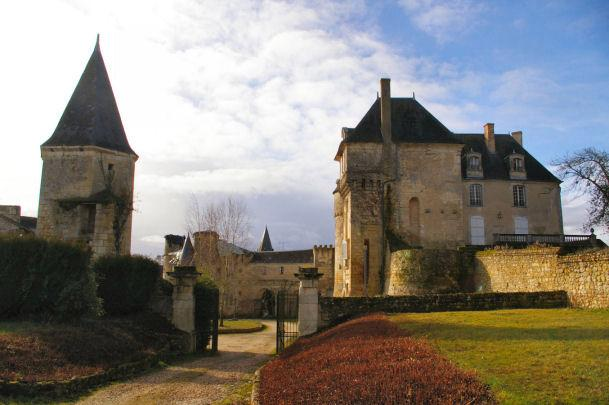
Vue du château.

Au pied de l'escalier central, se trouve l'entrée des souterrains qui ont servi de refuges pendant les guerres de religion, mais également durant la Seconde Guerre mondiale.
À droite, se trouvent les jardins et potagers. Pour ce qui est de l'architecture militaire, on trouve les vestiges d'un pont-levis sur la tour carrée du château, une herse au niveau du châtelet, des meurtrières et des bouches à feu principalement sur la tour carrée d'accès primitif au château.